# Číňov
Číňov (německy Schünau )je malá vesnice, část obce Nové Sedlo v okrese Louny. Nachází se asi tři kilometry severozápadně od Nového Sedla. Číňov je také název katastrálního území o rozloze 3,76 km².

## Historie
První písemná zmínka o vsi pochází z roku 1276, kdy její část patřila rytíři Mladotovi. V roce 1287 se ves stala majetkem waldsassenského kláštera. Klášter vlastnil Číňov až do počátku 15. století, kdy ves získali Hasištejnští z Lobkovic, kteří ji roku 1521 prodali Žatci. V roce 1547 císař Ferdinand I. Žatci ves odňal za účast na povstání. V roce 1617 ves zakoupil Linhart Colona z Felsu, který se zúčastnil stavovského povstání, ve kterém přišel o život a jeho rodina o majetek. V roce 1622 zakoupil ves Číňov Heřman Černín z Chudenic a přičlenil ho k milčeveskému panství. V majetku Černínů ves zůstala až do patrimoniální správy v roce 1848.

## Obyvatelstvo
Při sčítání lidu v roce 1921 zde žilo 110 obyvatel (z toho 53 mužů), z nichž bylo 108 Němců a dva Čechoslováci. Všichni se hlásili k římskokatolické církvi. Podle sčítání lidu z roku 1930 měla vesnice 151 obyvatel: pět Čechoslováků a 146 Němců. Kromě jednoho evangelíka všichni byli členy římskokatolické církve.
|                                                                               | 1869 | 1880 | 1890 | 1900 | 1910 | 1921 | 1930 | 1950 | 1961 | 1970 | 1980 | 1991 | 2001 | 2011 |
| ----------------------------------------------------------------------------- | ---- | ---- | ---- | ---- | ---- | ---- | ---- | ---- | ---- | ---- | ---- | ---- | ---- | ---- |
| Obyvatelé                                                                     | 172  | 142  | 130  | 132  | 120  | 110  | 151  | 59   | 35   | 28   | 17   | 15   | 10   | 14   |
| Domy                                                                          | 22   | 23   | 21   | 27   | 23   | 23   | 25   | 26   | .    | 10   | 10   | 12   | 12   | 13   |
| Počet domů z roku 1961 je zahrnut v celkovém počtu domů místní části Břežany. |      |      |      |      |      |      |      |      |      |      |      |      |      |      |

## Pamětihodnosti
- Sloup se sousoším Nejsvětější Trojice – stojí na návsi[9]

### Zaniklé stavby
- Vodní mlýn

## Galerie

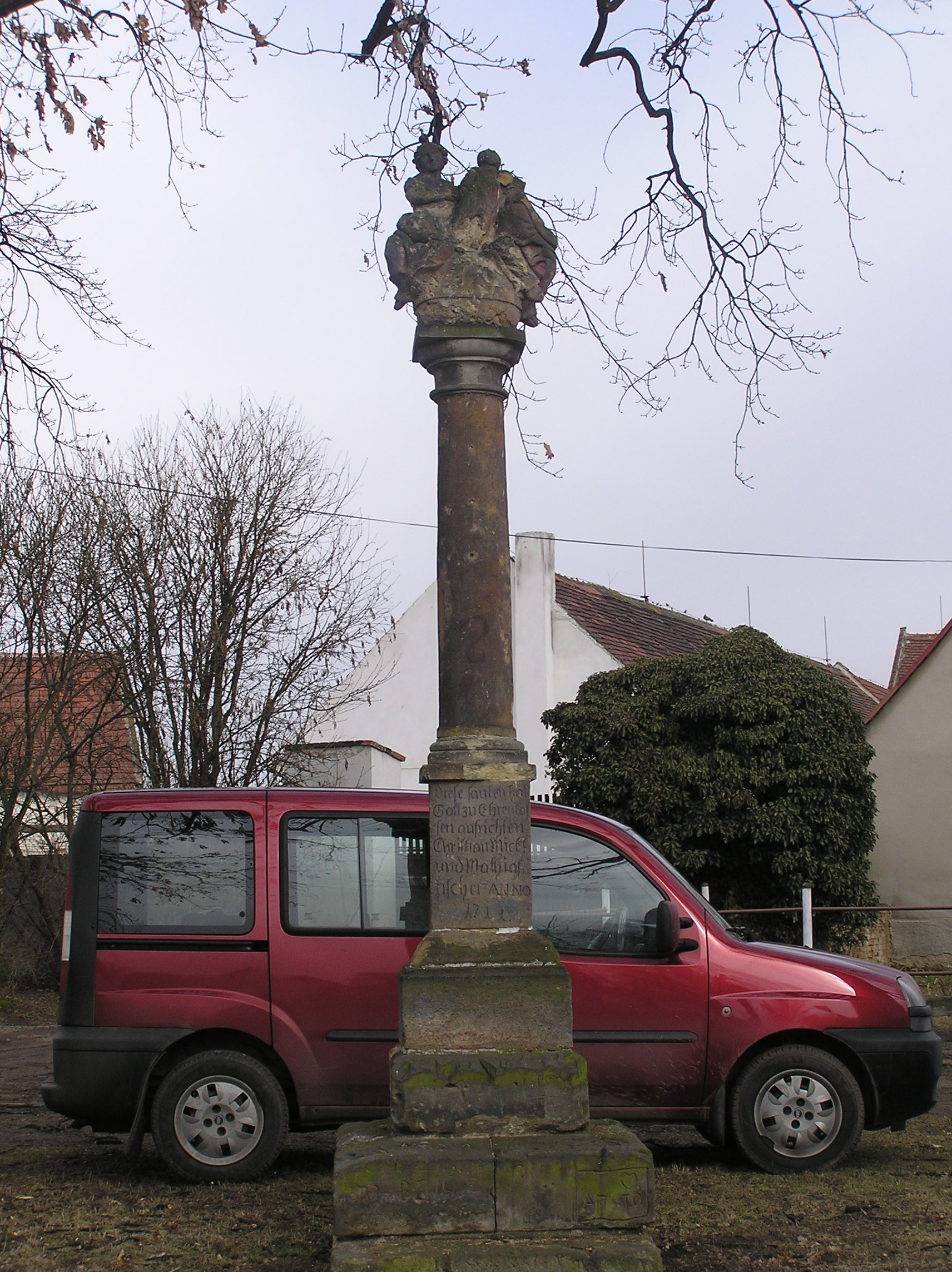
Sloup se sousoším Nejsvětější Trojice
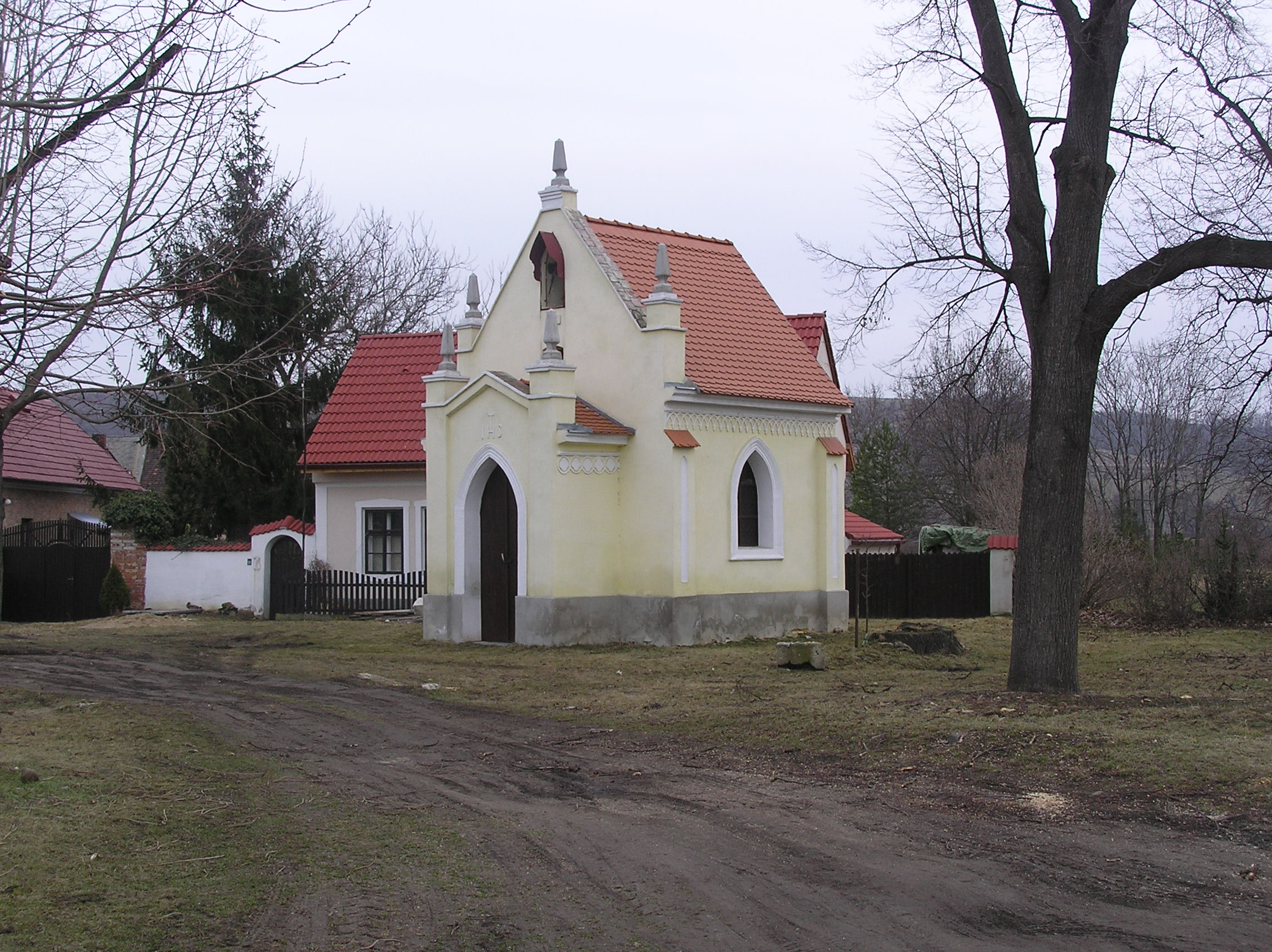
Kaplička
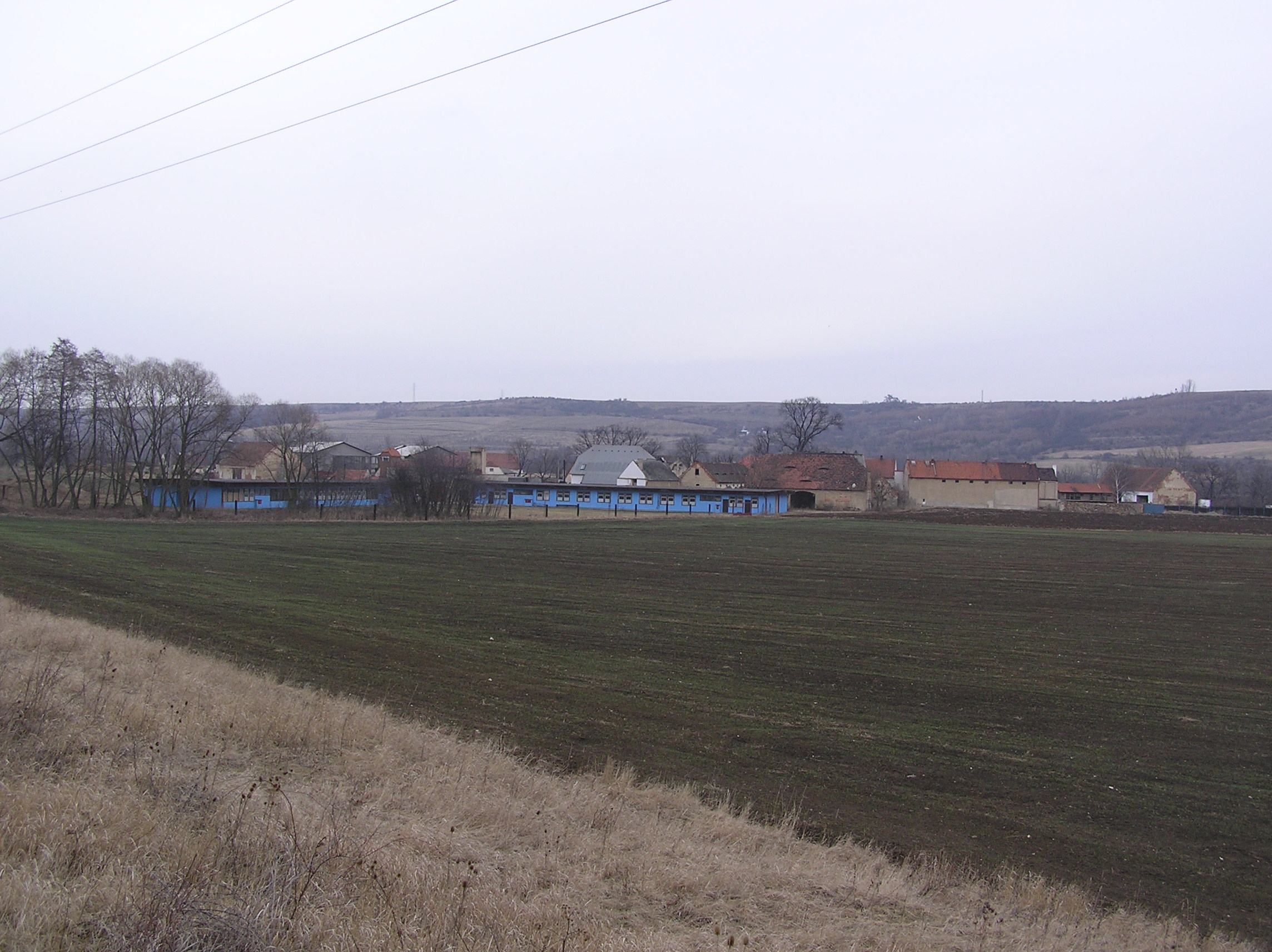
Celkový pohled na vesnici